# George Huntington
George Huntington, född 9 april 1850, död 3 mars 1916, var en amerikansk privatpraktiserande läkare i tredje generationen. Han har gett namn åt Huntingtons sjukdom.